# Merlin O'Neill
Merlin O'Neill, ameriški admiral, * 30. oktober 1898, † 1. marec 1981.